# Хенри Дейл
Сър Хенри Халет Дейл (на английски: Henry Hallett Dale) е британски физиолог и биохимик. Заедно с Ото Льови спечелва Нобеловата награда за физиология или медицина през 1936 г. за своите открития за химическото предаване на нервния импулс.

## Научни постижения
След продължителна работа Дейл изолира заедно с колеги ацетилхолин от гъби и открива възможната роля, която той играе като невротрансмитер. Това предположение е потвърдено по-късно от Ото Льови. През 1921 г. Льови открива, че при стимулиране на нервите на сърце от жаба се освобождава химическо вещество, наречено от него вагусстоф. Това вещество е идентифицирано от Дейл като ацетилхолин. Тази субстанция директно стимулира сърцето, с което се доказва и химическото предаване на сигналите в нервите.
През 40-те години на 20. век Дейл и Джон Екълс водят спор за това каква е основата на предаване на сигналите в синапсите: химическа или електрическа.
По-късно се установява, че предаването на сигналите става основно по химически път, но понякога и по електрически.